# Heliotropium phylicoides
Heliotropium phylicoides är en strävbladig växtart som beskrevs av Adelbert von Chamisso. Heliotropium phylicoides ingår i Heliotropsläktet som ingår i familjen strävbladiga växter. Inga underarter finns listade i Catalogue of Life.